# 欧马赖
欧马赖（法語：Aux Marais，法語發音：[o maʁɛ]）是法国瓦兹省的一个市镇，属于博韦区。

## 地理
欧马赖（49°24'50"N, 2°2'31"E）面积5.71 平方千米，位于法国上法蘭西大區瓦兹省，该省份为法国北部内陆省份，北起索姆省，西接厄尔省和滨海塞纳省，南至塞纳-马恩省和瓦兹河谷省，东临埃纳省。
与欧马赖接壤的市镇（或旧市镇、城区）包括：博韦、关库尔、兰维莱尔、布赖地区圣莱热、圣马丹勒讷。

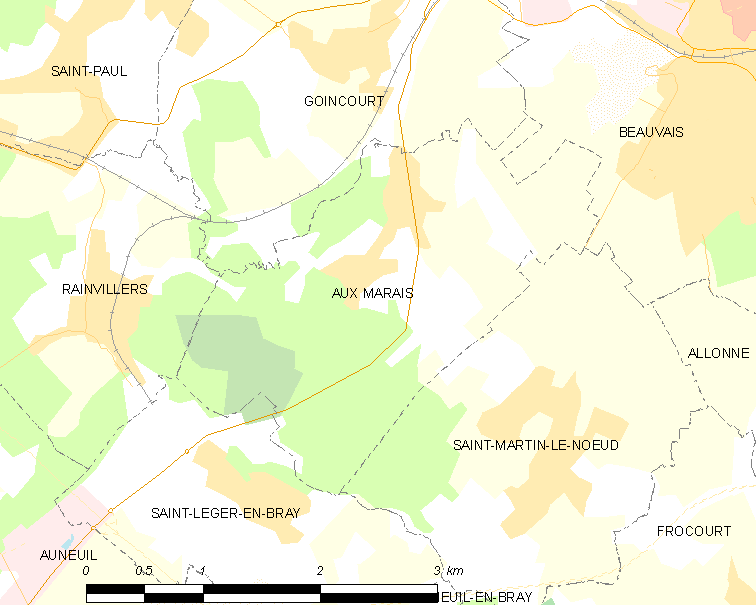
欧马赖的OSM定位图

欧马赖的时区为UTC+01:00、UTC+02:00（夏令时）。

## 行政
欧马赖的邮政编码为60000，INSEE市镇编码为60703。

## 政治
欧马赖所属的省级选区为博韦第二县。

## 人口

1962-2008年间欧马赖人口变化图示

欧马赖于2022年1月1日时的人口数量为911人。